# Экранное каше
Экра́нное каше́ — технология согласования соотношения сторон экрана, не требующая обрезки исходного изображения. Получила распространение при демонстрации кинофильмов по телевидению и мастеринге видеодисков. При такой технологии передаваемый кинокадр автоматически достраивается чёрными каше до телевизионного, принятого в соответствующем вещательном стандарте. 

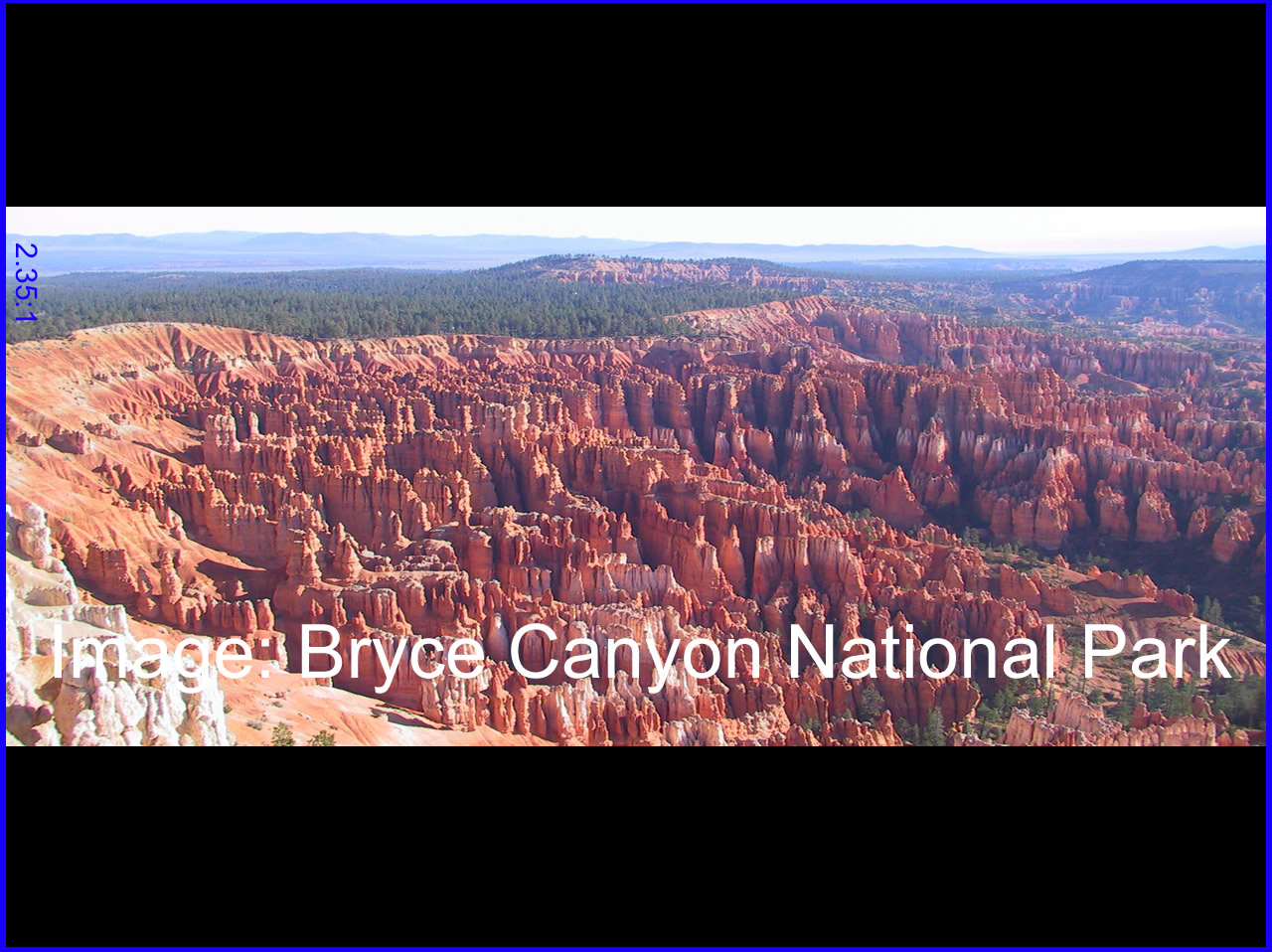
Каширование экрана телевизора 4:3 при показе широкоэкранного фильма с соотношением сторон кадра 2,35:1

Наиболее широкое распространение получила разновидность метода, известная как леттербо́ксинг (англ. Letterbox от letter box «почтовый ящик») — согласование кадра широкоэкранных фильмов с кадром телевидения стандартной четкости; конечный вид изображения напоминает узкую длинную щель почтового ящика. Согласование классического кинокадра с широкоэкранными стандартами телевидения высокой чёткости осуществляется по другой разновидности технологии, названой пилларбо́ксинг (англ. Pillarbox от pillar «колонна») — размещение каше по бокам от исходного изображения.

## История
Способ перевода широкоэкранных форматов в формат с классическим соотношением сторон кадра является альтернативой пансканированию (англ. Pan & Scan), предусматривающему обрезку исходного изображения, при этом сохраняется первоначальный вид киноизображения, задуманный создателями фильма. Первые десятилетия истории телевидения не требовали технических ухищрений при телекинопроекции, поскольку соотношение сторон кадра в кинематографе было близким к телевизионному. Обычный формат с соотношением 1,37:1 почти совпадал с телевизионным экраном 4:3 (1,33:1). «Широкоэкранный бум» середины 1950-х годов привёл к созданию множества кинематографических систем с экраном, вдвое превосходящим по ширине классический и телевизионный. Поэтому, с ростом значимости демонстрации кинофильмов по телевидению, кинопродюсеры стали изобретать способы согласования широкоэкранных фильмов с телевизионными стандартами. 
По сравнению с техникой пансканирования каширование экрана наиболее приемлемо для большинства кинопроизводителей, потому что сохраняет первоначальный режиссёрский и операторский замысел. Кроме того, в этой технике не требуется выбор сюжетно важной части кадра во время перевода формата и «панорамирование» при помощи различных устройств. Однако, главным недостатком экранного каше является снижение разборчивости изображения на сравнительно небольшом экране телевизора стандартной четкости. Особенно это заметно в американском стандарте разложения 525/60 с небольшим количеством строк изображения. В этом стандарте при демонстрации полного кадра широкоэкранного фильма с соотношением сторон 2,35:1 используется не более 270 строк из 480 активных. Это снижает качество кинопоказа, поэтому до сегодняшнего дня многие телеканалы, вещающие в стандартной чёткости, по прежнему используют технику пансканирования. При массовом тиражировании видеокопий фильмов на видеокассетах техника обрезки кадра была  наиболее популярна по тем же причинам.
Впервые экранное каше было использовано в 1983 году при подготовке видеорелиза фильма «Амаркорд».
| Экран 4:3             | стандарт 525/60 | стандарт 525/60 | стандарт 625/50 | стандарт 625/50 |  | Экран 16:9            | стандарт 525/60 | стандарт 525/60 | стандарт 625/50 | стандарт 625/50 | система ТВЧ 1080 строк | система ТВЧ 1080 строк |
| --------------------- | --------------- | --------------- | --------------- | --------------- |  | --------------------- | --------------- | --------------- | --------------- | --------------- | ---------------------- | ---------------------- |
| Полный экран (1.33:1) | 21—263          | 284—525         | 23—310          | 336—623         |  | —                     | —               | —               | —               | —               | —                      | —                      |
| 14:9 (1.56:1)         | 40—245          | 302—508         | 44—289          | 357—602         |  | —                     | —               | —               | —               | —               | —                      | —                      |
| 16:9 (1.78:1)         | 52—232          | 315—495         | 59—282          | 372—587         |  | Полный экран (1.78:1) | 21—263          | 284—525         | 23—310          | 336—623         | 21—560                 | 584—1123               |
| 1.85:1                | 56—229          | 320—491         | 64—270          | 376—582         |  | 1.85:1                | 26—257          | 289—520         | 29—304          | 342—617         | 31—549                 | 594—1112               |
| 2.35:1                | 73—209          | 336—472         | 85—248          | 398—561         |  | 2.35:1                | 50—231          | 313—495         | 58—275          | 371—588         | 86—494                 | 649—1057               |

Леттербоксинг получил наибольшее распространение после появления широкоэкранных телевизоров с соотношением сторон экрана 16:9. В такой экран гораздо лучше вписываются киноформаты с широким экраном, оставляя сверху и снизу лишь небольшие каше. Поэтому, телекомпании, ведущие передачу в стандартах телевидения высокой чёткости, рассчитанного на такой экран, транслируют широкоэкранные фильмы только с кашированием экрана. В таблице отражены номера строк каждого поля (слева — чётного, справа — нечётного), участвующих в построении широкоэкранного изображения в технике леттербоксинга на стандартном телеэкране 4:3 или на широкоэкранном 16:9.
Появление телевизоров с широким экраном совпало по времени с вытеснением с рынка видеокассет оптическими видеодисками, использующими цифровую запись звука и видео. Это дало возможность использования цифрового анаморфирования изображения. При этом кадр телевидения стандартной четкости используется по высоте полностью при пониженной горизонтальной чёткости. Во время демонстрации такого диска видеоплеер, ориентируясь по служебному биту «AR» (англ. Aspect Ratio), записанному вместе с изображением, заполняет весь экран 16:9. В случае использования телевизора с обычным экраном, изображение достраивается до кадра 4:3 чёрными каше сверху и снизу. Весь процесс выполняется в соответствии с дополнительным 5-байтным кодом «Bar Data», передаваемым в составе пакетов WSS (англ. Wide Screen Signaling) или AFD (англ. Active Format Description), расположенных в 23-й строке кадрового гасящего импульса.
Современные передачи цифрового телевидения по стандартам обычной четкости в большинстве европейских стран происходят с применением электронного анаморфирования, чтобы заполнить весь экран телевизоров 16:9, используя полное количество строк разложения. На обычном телевизоре с экраном 4:3 такую передачу можно смотреть по выбору как с экранным каше, так и без него. В последнем случае изображение заполняет весь экран, но его края справа и слева обрезаются.
Термин «Смайлбокс» (англ. Smilebox) применяется для описания специальной разновидности экранного каше, предназначенной для демонстрации кинофильмов, снятых в панорамных форматах, таких, как «Синерама» и «Кинопанорама». При этом верхняя и нижняя границы изображения вогнуты так, что в центре высота кадра оказывается меньшей, чем по краям. Такая форма каше используется для условной компенсации некорректного отображения на плоском экране панорамных фильмов, рассчитанных на сильно изогнутый цилиндрический экран.

## Pillarbox и «Почтовая марка»
При демонстрации изображения с классическим соотношением сторон кадра на телеэкране с соотношением 16:9 может применяться техника, аналогичная леттербоксингу, но при этом каше оказываются справа и слева от изображения, отображаемого без обрезки. Такая техника, получившая название «Пилларбокс» (англ. Pillarbox), наиболее популярна при мастеринге видеодисков Blu-Ray или HD DVD с фильмами, снятыми в классическом формате. Некоторые широкоэкранные фильмы содержат сцены, специально снятые с боковыми каше для создания эффекта документальной съёмки. Такой просмотр телепрограмм стандартной четкости на широкоэкранном телевизоре позволяет видеть изображение всего кадра передачи без искажения пропорций.
Если на широком экране показывать в технике Pillarbox изображение, трансформированное в классический формат из широкоэкранного по технике Letterbox, результатом станет уменьшенное широкоэкранное изображение с чёрной рамкой по всему периметру — окно с уменьшенным кадром. Такая техника называется «Почтовая марка» или «Виндоубокс» (англ. Postage Stamp, Windowbox) и часто неизбежна при просмотре на широкоэкранном телевизоре телепередачи или видеодиска, содержащих изображение, передаваемое с леттербоксингом. Другие названия — Matchbox и Gutterbox. Windowbox получается при просмотре телепередач стандартной чёткости, оптимизированных для широкоэкранных телевизоров без анаморфирования. Часто ненужное чёрное обрамление можно убрать регулировкой размера изображения на экране.

## Другие значения слова «Экранное каше»
Экранное каше (кашэ) – это рекламный элемент, который обрамляет видимую часть экрана или проектора, заполняя пространство вокруг него, тем самым создает дополнительное информационное поле для зрителей. «Каше для экранов» термин в рекламе. В связи с отсутствием специализированного обозначения в рекламе, взято производителями по аналогии телевизионной технологии согласования соотношения сторон экрана, но по факту к нему не относится. 